# Arius insidiator
Arius insidiator és una espècie de peix de la família dels àrids i de l'ordre dels siluriformes.

## Morfologia
Els mascles poden assolir els 35 cm de llargària total.

## Distribució geogràfica
Es troba a Papua Nova Guinea i al nord d'Austràlia.